# 寄生植物
寄生植物（きせいしょくぶつ、英: parasitic plant）は、他の植物に寄生し栄養分を吸収して生育する植物の総称である。寄生根と呼ばれる特殊化した根で相手植物（寄主または宿主）の組織と結合して栄養分を吸収する。
葉緑素を持ち光合成によって炭水化物を自分で合成する半寄生植物と、葉緑素を持たず光合成をしない（栄養を完全に寄主に頼る）全（完全）寄生植物に、大きく分けられる。

## 性質

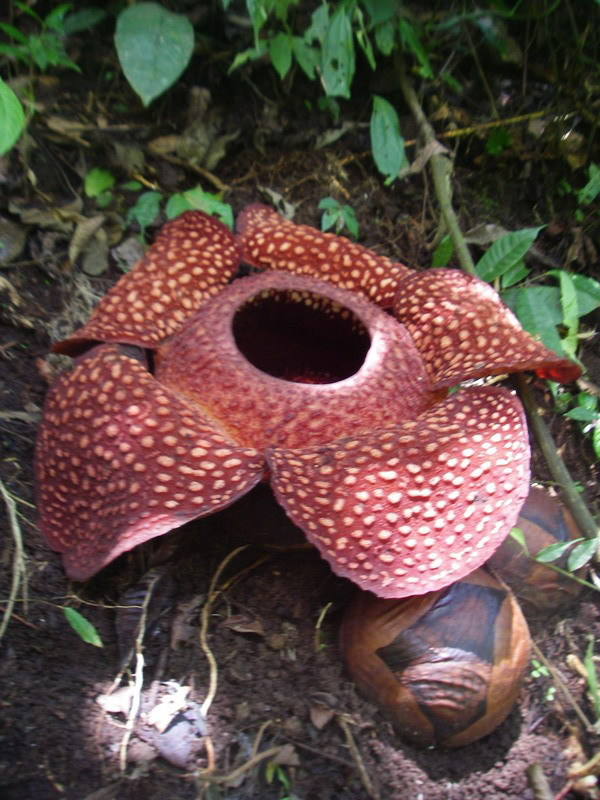
ラフレシア

寄生植物という場合、寄生する対象はほとんど種子植物、それも被子植物である。藻類には寄生性のものがあるが、普通は一緒に扱わない。また、それらの寄生の対象である宿主は、ほとんどが被子植物で、わずかに裸子植物が対象になる例がある。動物に寄生するものは知られていない。菌類に寄生するものもある。これについては腐生植物の項を参照のこと。
寄主の種類が決まっているものも多い。たとえばラフレシアはブドウ科植物、ヤッコソウはシイノキ、ハマウツボはカワラヨモギなどに選択的に寄生する。しかし、イネ科やショウガ科など幅広い単子葉植物に寄生するナンバンギセルや、多数の双子葉植物に寄生するネナシカズラ類などのように宿主の幅が広いものもある。
- 全寄生植物には寄生根と花以外の部分が退化したものが多く、多くの場合、葉は鱗片化して茎に密着する。ネナシカズラやスナヅルでは細長い蔓に花をつけるだけ、さらにラフレシア科では寄主組織内に食い込んだごく微細な糸状の細胞列から巨大な花を咲かせる。
- 半寄生植物では、多くの場合は葉などの退化はさほど見られず、特に根に寄生するものの場合、知らなければそれが寄生植物であるとは思えないものも多い。

ヤッコソウ、ツチトリモチ、ハマネナシカズラなど絶滅を危惧される種もある一方、帰化植物のアメリカネナシカズラ、ヤセウツボなど雑草化した種もある。

## 利用
ビャクダンは古くからインドを中心に栽培され、仏教の伝播した東アジア圏を中心に香木として珍重されてきた。栽培は大変困難であるため、インド政府により伐採制限・輸出規制が行われている。
その他には特に重要な有用植物は少ないが、西洋ではヤドリギに特別な意味を持たせる例があり、そのために栽培されることもあるという。
日本では、ツチトリモチやマツグミが子供のおもちゃになる例がある程度。ほかに、ナンバンギセルは昔から鑑賞の対象とされ、ススキとともに鉢植えする例がある。

## 農業への影響
寄生が農業生産を阻害する要因となる主な植物は、ハマウツボ科に属するストリガ属(Striga spp.)とオロバンキ(Orobanche spp.)である。共に、根に寄生するため除草剤が使用できない。
ストリガ属はアフリカ、南アジアの熱帯地域から亜熱帯の半乾燥地域に分布し、同地域での主要な穀物であるソルガム、トウモロコシ、ミレットなどを宿主とし、アフリカを中心に被害が生じている。一方、オロバンキは中東から地中海沿岸を中心に分布するが、分布域は拡大傾向で温帯から亜寒帯まで広い。宿主はマメ科植物、ヒマワリ、トマト、タバコ等で、オーストラリアでも被害が拡大している。ストリガ属は半寄生植物だが、オロバンキは全寄生植物でクロロフィルを持たない。
日本ではマメダオシが畑の作物につく例がある。ヤドリギやヒノキバヤドリギは有用樹種に害を与える場合がある。

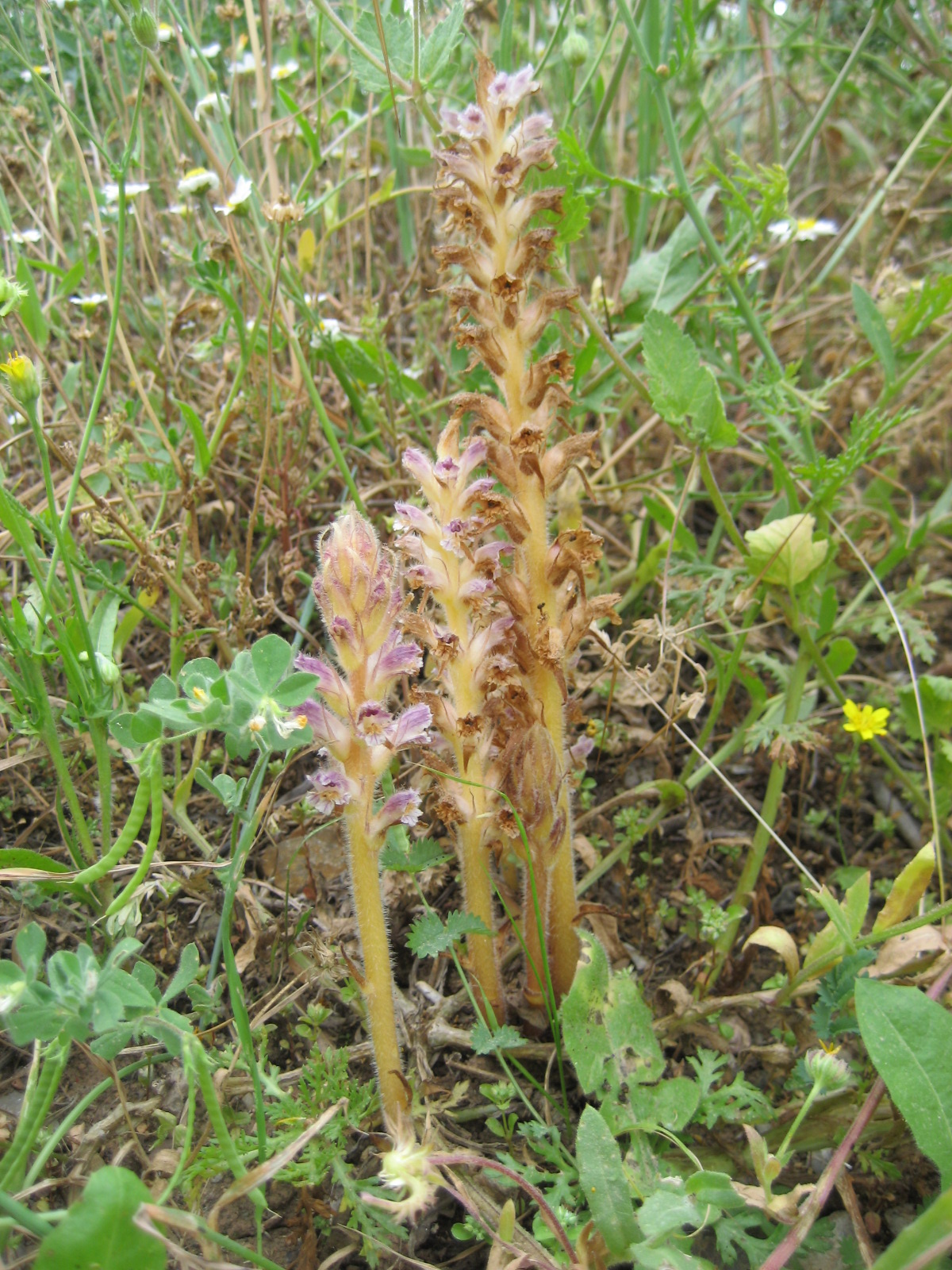
ハマウツボ属 Orobanche pubescens
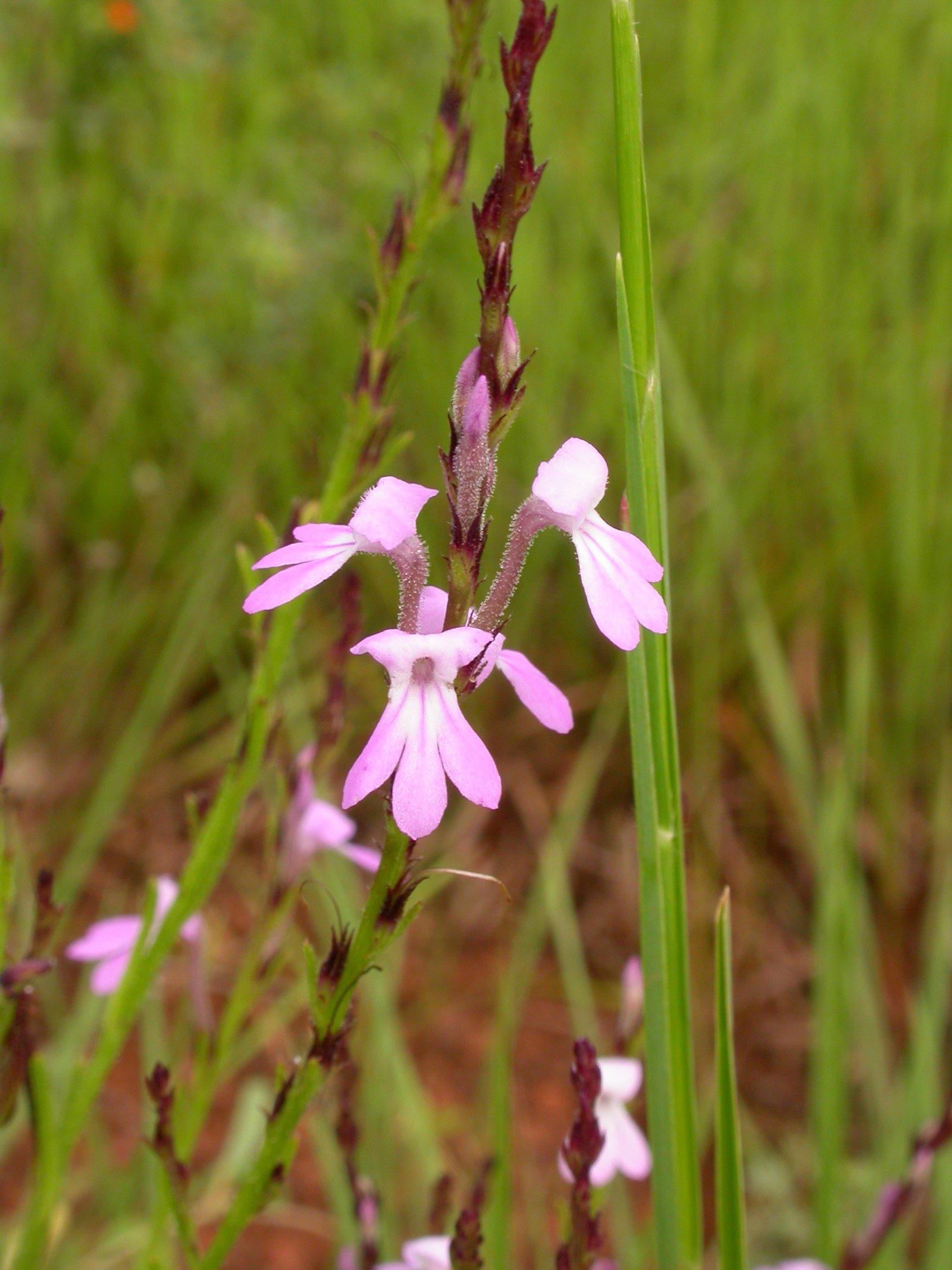
ストリガ属 Striga bilabiata

## 種類
分類学的には現在知られているものはすべて双子葉植物に属する。他に裸子植物マキ科に分類されるParasitaxus ustus もあるが、これは寄生植物でなく後述の腐生植物とする説が有力である。分類群としてはビャクダン目に属する種が多いが、その他の多くの科にも分布する。なおラフレシア目は多系統群と考えられ、新しいAPG分類体系では全く別の目に分類されている。以下のような種類がある。
- ビャクダン目

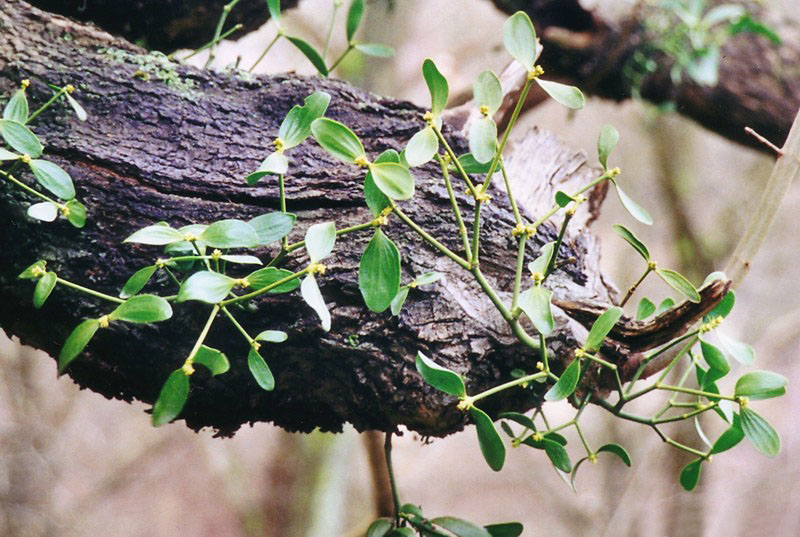
ヤドリギ属 Viscum album

  - ヤドリギ科、オオバヤドリギ科、ミソデンドロン科 (Misodendraceae) – 木の幹・枝の上で発芽しそのまま寄生する。半寄生。
  - ビャクダン科 – 香木として有名なビャクダン、ツクバネ、カナビキソウなど。半寄生。
  - エレモレピス科（Eremolepidaceae） - ビャクダン科に含めることもある。半寄生。
  - ボロボロノキ科 – 半寄生。
  - カナビキボク科 (Opiliaceae) – 半寄生。
  - キノモリア科 (Cynomoriaceae) – 全寄生。
  - ツチトリモチ科 - 全寄生。
- 旧「ラフレシア目」
  - ラフレシア科 – 世界最大の花として有名なラフレシアの類。全寄生。
  - ヤッコソウ科、アポダンテス科(Apodanthaceae)、キティヌス科 – かつてはラフレシア科に含めることもあった。全寄生。
  - ヒドノラ科 (Hydnoraceae) – 全寄生。
- その他
  - クスノキ科スナヅル属 – 日本にはスナヅル、イトスナヅル、ケスナヅルが分布。つる植物で寄主に絡みつくように生える。半寄生。
  - クラメリア科 (Krameriaceae) – 半寄生。
  - レンノア科 (Lennoaceae) – 全寄生。
  - ヒルガオ科 – ネナシカズラ、マメダオシなど。地面で発芽し根を出すが、つるで他の植物にからみつき、空中で寄生根を出して寄生した後に根を失う。農業に被害を与えることもある。全寄生、一部半寄生。
  - ハマウツボ科 – ハマウツボ、ヤセウツボ、ナンバンギセルなど。旧ゴマノハグサ科（現在は多系統とされる）に近縁であるが特殊化していることから独立の科とされた。ヤマウツボはゴマノハグサ科に入れることもあった。全寄生。
    - 旧ゴマノハグサ科の一部 – APG分類体系ではハマウツボ科に移されている。シオガマギク、ママコナ、コゴメグサなど。半寄生または全寄生。

## 類似の植物

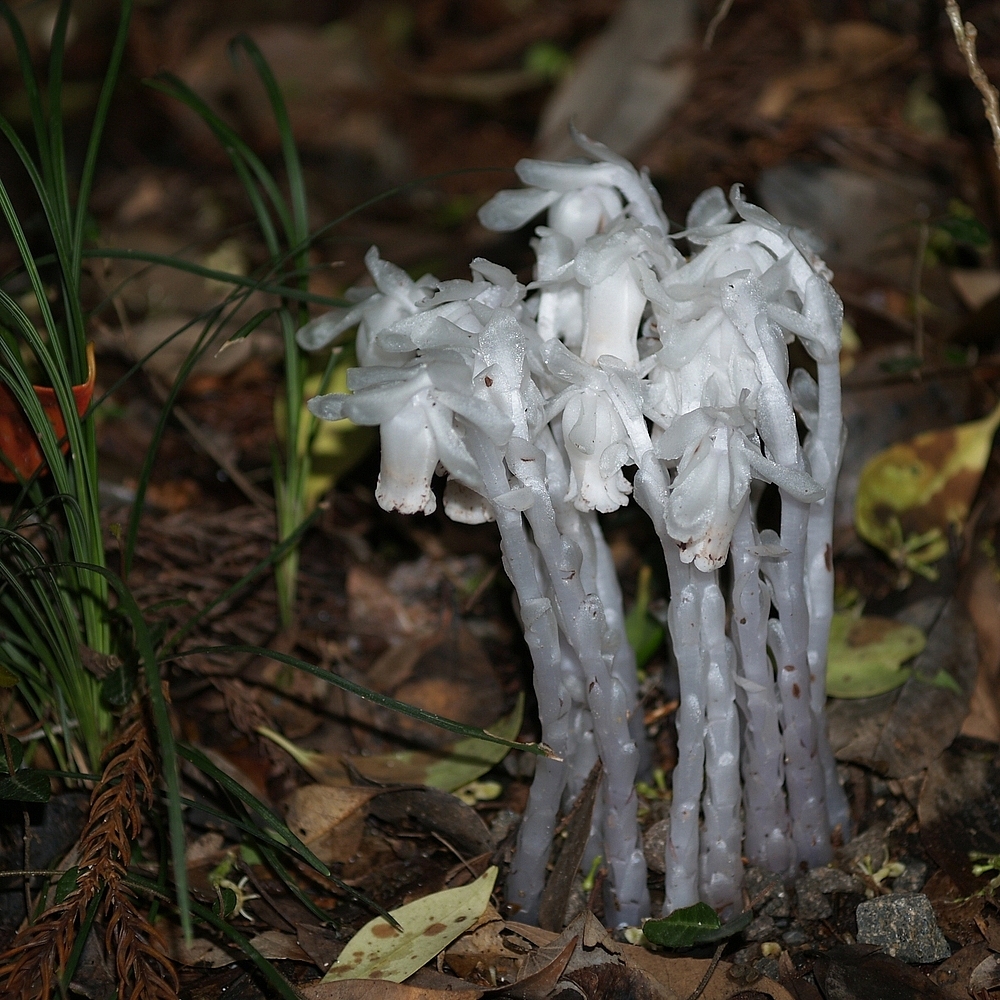
腐生植物の例、ギンリョウソウ

寄生植物に見かけ上よく似たものとして腐生植物がある。これらは菌根菌と共生する植物のうちで、光合成能力を失い栄養を完全に菌根菌に頼る植物であって、「菌類に寄生する植物」ということもできる。他の植物と共生した菌根菌に依存する植物もあり、この場合は他の植物に間接的に寄生していることになる。
また着生植物は他の植物の上に育つ植物をいうが、その植物から栄養を吸収しない点で寄生植物と異なる。なお寄生植物ではないが、つる植物などが他の植物にからみつき、その生長を阻害して枯死させることもある（「締め殺し植物」）。